# 柬埔寨LGBT权益
在柬埔寨，同性性行为是合法的。虽然传统文化习俗在这一领域比较宽容，甚至明确地为中性人或第三性人群提供支持，但是执政的政府还没有颁布LGBT权利立法。
国王诺罗敦·西哈莫尼支持同性婚姻合法化。台湾宪法法院裁定禁止同性婚姻违宪之后，许多人呼吁政府将柬埔寨的同性婚姻合法化。柬埔寨救国党（CNRP）表示，如果当选，将就同性婚姻问题举行公民投票。

## 同性性行为的合法性
私人，成人，非商业和自愿的同性性行为在柬埔寨是合法的。男女最低同意年龄是16岁。《刑法》的其他几个方面可能影响到居住在柬埔寨的同性恋者的权利：在柬埔寨妓女与妓女住在同一个地方是违法的。当LGBT人士流落街头不能接受教育时，这就成了一个问题。《刑法》第298条禁止在公共场合拉客，即使性行为发生在私下，也会被罚款。

## 同性伴侣关系
柬埔寨的家庭法不承认同性婚姻或民事结合关系。不过自20世纪90年代以来，公众对于同性伴侣的认识已经提高。
2011年，宪法取消了将婚姻定义为男女之间的禁令。在此之前，在宗教仪式上已经可以主持同性婚姻。1995年3月12日两位女性 Khav Sokha 和 Pum Eth 在干丹省的一个村庄举行了婚礼。 Sokha 在接受采访时说：“当局认为这很奇怪，但他们愿意容忍，因为我已经有三个孩子（以前的婚姻），他们说，如果我们都是单身（无子女），我们将不能结婚，因为我们不能生孩子。”因此，这是一个得到官方认可的完全公认的婚姻，对此没有任何反对。这是一个很受欢迎的婚礼，有250人参加了仪式和聚会，包括来自省内的佛教僧侣和高级官员。
2004年2月，前国王諾羅敦·西哈努克开始讨论柬埔寨LGBT权利问题。西哈努克国王在他的网站上写道，他在旧金山参加的同性伴侣婚礼给他留下了深刻的印象，如果他的人民希望在柬埔寨同性婚姻合法化，他会这样做的。西哈努克国王还表示，他相信上帝把同性恋者和异装癖者都视为平等的，因为“（上帝喜欢）各种各样的口味”。
2015年，部长理事会发言人 Phay Siphan 表示支持柬埔寨的同性婚姻，称现行法律已经保护LGBT免受歧视。柬埔寨人权中心对此声明提出异议，要求政府通过立法，以确保LGBT的平等。

## 反歧视保障
柬埔寨宪法没有明文规定保护LGBT人不受歧视，但是确保所有公民享有平等的权利，不分性别或“其他地位”。同样，虽然在民权法中禁止性别歧视，但在就业，教育，医疗，住房，银行业务或公共场所等方面并未明确禁止基于性取向或性别认同的歧视。政府对LGBT权利的政策正在逐渐变得宽容。
2007年，柬埔寨首相洪森公开表示与养女断绝关系，原因是养女是一名女同性恋者，并且和另外一名女子结婚。不过，洪森在同一声明中表示，他不希望其他父母虐待他们的同性恋孩子。
2010年，柬埔寨人权中心（CCHR）建立了性取向和性别认同项目，为柬埔寨全国各地的LGBT人士提供权利倡导，并提高对柬埔寨LGBT人群的尊重。2010年12月，CCHR发表了关于柬埔寨LGBT人群状况的突破性报告。

### 媒体
2015年，新闻部寄了一封信恳求大众媒体在柬埔寨停止嘲笑LGBT社群。该信引用宪法指出嘲笑LGBT社群剥夺了他们“同样受到国家法律和其他公民保护的LGBT的荣誉和权利”。

## 生存现状

### 传统的文化习俗
高棉语承认男性（“pros”）和女性（“srey”）为主导的性别，但也承认 kteuy（相当于泰国的“กะเทย”）为第三性别介于其他两个之间：它描述了一个人具有一个性别的外部身体特征但是以另一性别的方式行事。
kteuy 大类包括两个不同的子类，“短发”和“长发”。短发（sak klay）是男士装扮并认同为男人，但与“真正的”男人发生性关系；他们通常已经结婚，而且他们中很少有人与男人发生性行为。长发（sak veng，也叫srey sros，“迷人的女孩”），性别认同和表现为女性，并可能使用激素和手术改变他们的身体性别。他们称自己为 kteuy ，但如果外人使用这个词，可能会觉得受到侮辱。
“真正的男人”（pros），性别认同和表现为“男性”的人，是长发和短发欲望的对象。所有“真正的男人”都已经或将要结婚；有的只与女性发生性关系，有的则有一系列的性伴侣。
Kteuy 面临严重的社会接受（包括与婚姻和儿童有关的问题）和暴力的问题。一般社会环境对 kteuy 是宽容的，但是违反性别行为的人仍会受到蔑视和歧视（“真正的男人”通常隐藏自己的生活方式）。一些“真正的男人”对非真正的男人有强烈的偏见，可能会攻击或强奸他们。（西哈努克国王曾经评论说，“真正的男人”，而不是少数民族，是社会暴力的根源）。
对LGBT人群的文化宽容尚未推进LGBT权利立法。尽管文化习俗和佛教倾向于对LGBT人群产生一定程度的宽容，但骚扰和歧视仍然存在，而且还存在强烈的社会压力要求嫁给一个合适的异性并成立家庭。

### LGBT旅游
虽然没有政府正式赞助，但也有活跃的业务帮助LGBT游客访问柬埔寨。
2011年2月，一些柬埔寨旅游企业成立了一个名为“崇拜柬埔寨”的全球运动，为了让LGBT游客知道他们在国内受到欢迎，旅游部欢迎这一举措。“我们没有任何歧视性别，民族和宗教信仰的政策，我们真的支持他们，”该部的
So Sokvuthy 说。

### 年度骄傲庆祝
柬埔寨首次LGBT骄傲庆祝活动于2003年在首都金边举行。现在是每年一次公开庆祝柬埔寨的多样性。柬埔寨人越来越接受同性恋。2006年，约有400名柬埔寨人来支持和庆祝骄傲游行。

### 学校课程
2017年6月，高棉政府宣布了关于性教育的新生活技能课程。这些课程将涵盖诸如性健康，基于性别的暴力，性别认同以及打击歧视LGBT人群等主题。据介绍，从2018年开始它们将成为柬埔寨所有学校课程的一部分。LGBT活动人士和教育部一直积极地对9个柬埔寨省的20所学校的3000多名教师进行培训，以将LGBT课题列入课程。

### 同性恋城市
据报道，2010年有相当数量的贫穷和工人阶级的LGBT人士搬到 Beoung Kak 2。国际广播电台称这个城市为“柬埔寨的第一个同性恋城镇”。

### 流行文化
传统的文化习俗和现代流行文化，都可以看到对LGBT人群的宽容。描绘同性恋关系的第一部柬埔寨制作的电影于2009年初问世，成为国内大片；它由 Phoan Phuong Bopha 编剧和导演，并在全国最受瞩目的电视台CTN上播放数十次。2015年，柬埔寨出版了首个LGBT杂志《Q柬埔寨》。

## 概况
| 同性性行为合法                                       | （历史上没有反同性恋法律的记录） |
| 同意年龄平等                                         | （历史上没有反同性恋法律的记录） |
| 反就业歧视法律                                       | 否                               |
| 提供商品和服务的反歧视法律                           | 否                               |
| 在所有其他领域的反歧视法律（包括间接歧视，仇恨言论） | 否                               |
| 同性婚姻                                             | （提议中）                       |
| 同性伴侣关系                                         | （提议中）                       |
| 同性伴侣收养继子女                                   | （提议中）                       |
| 同性伴侣联合收养                                     | （提议中）                       |
| 同性恋军人允许公开服役                               |                                  |
| 有权改变法律性别                                     |                                  |
| 女同性恋试管婴儿                                     | 否                               |
| 男同性恋情侣商业代孕                                 | 否                               |
| 男男性接触人群（MSM）允许献血                        | 否                               |